# نظام مترافق
النظام المترافق (ملاحظة 1) في الكيمياء هو نظام للذرات المرتبطة تساهميا بتبادل فردي وزوجي (مثال: C=C-C=C-C) في جزيء المركب العضوي. وينتج عن هذا النظام وجدو حالة من عدم التمركز للإلكترونات. مما يزيد من ثبات الجزيء ويقلل من الطاقة الكلية له.

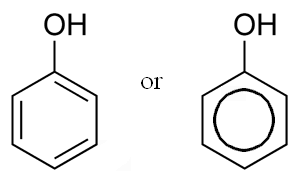
التركيب الكيميائي للفينول.

ويتسبب عدم تمركز الإلكترونات في تواجد منطقة لا تنتمي فيها الإلكترونات لأي من الروابط المفردة أو المزدوجة، أو لأي ذرة محددة، ولكن تنتمي لمجموعة منها. ومثال لذلك: (الفينول C6H5OH، بنزين مرتبط به مجموعة هيدروكسيل) وهذا النظام به روابط ثنائية وأحادية بالتبادل وبه 6 إلكترونات أعلى وأسفل مستوى الحلقة المسطحة وأيضا حول مجموعة الهيدروكسيل.

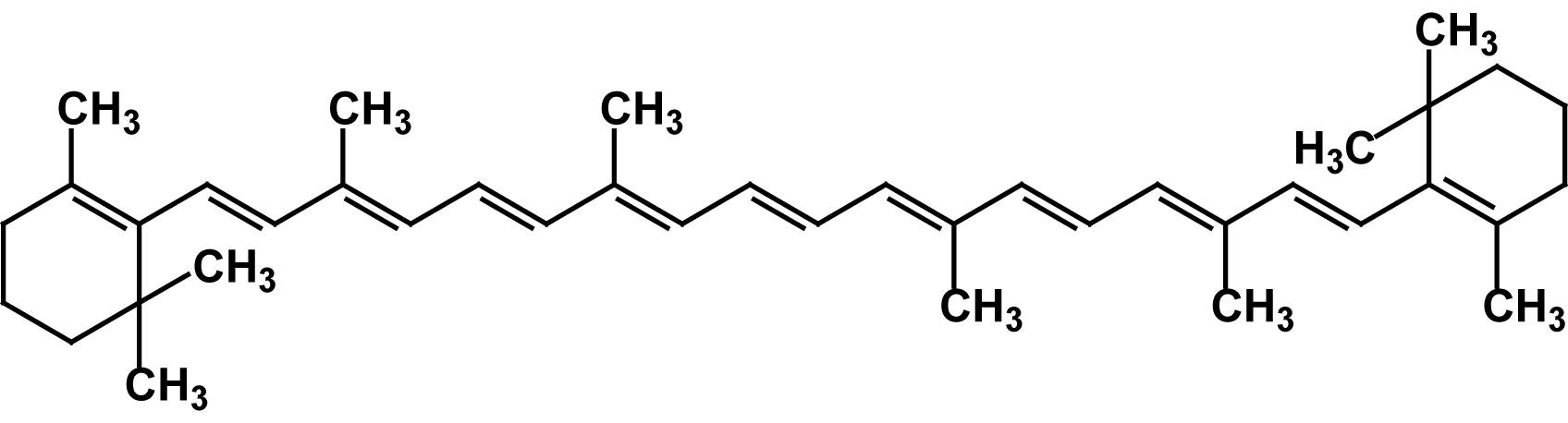
التركيب الكيميائي للبيتا-كاروتين بالروابط المترافقة

الأنظمة المترافقة غالبا ما يكون لها خواص فريدة، مثل بيتا-كاروتينات تتكون من سلسلة هيدروكربونية مترافقة تتسب في كونها ملونة بألوان قوية. وهذا بسبب أن الفوتونات التي لها طاقة منخفضة يمكن أن تسبب إثارة للروابط بقليل من رفع الإنثالبية، مما يسمح بامتصاص الفوتونات في المنطقة المرئية من الطيف الكهرومغناطيسي. ويتحدد اللون حسب طول النظام المترافق، إذ أن الإلكترون يمكن له أن يسير بطول السلسلة. يمكن استنتاج ذلك نظريا وذلك حسب نظرية جسيم في صندوق حيث يكون E=hf ~ 1/L2, أي أن التردد، وبالتالي اللون الناتج من الضوء المنبعث يتناسب مع 1\L2. وهذا الامتصاص للضوء يعنى أن النظام المترافق يتم تحليله بواسطة مطيافية المجال فوق البنفسجي-المرئي
الأنظمة المترافقة غالبا ما تتواجد في حاملات الألوان، وهي الجزء المسئول عن امتصاص اللون في الجزيء مما يجعل المركب ملون. وتتواجد كثير من حاملات الألوان في المركبات العضوية المختلفة وتتواجد أحيانا في البوليميرات الملونة، أو التي تسطع في الظلام. وهذا يحدث غالبا بسبب الحلقات المترافقة بروابط مثل C=O، و N=N بالإضافة للترافق الموجود في روابط C-C.

## أمثلة شائعة للأنظمة المترافقة
- دايين
- فيتامين دي
- فيتامين إيه
- بنزين

## هوامش
- ملاحظة 1 أو النظام المقترن يقابلها باللغة الإنجليزية Conjugated system